# Neil Nugent
Neil Nugent (1926. december 6. – 2018. április 12.) olimpiai bronzérmes brit gyeplabdázó.

## Pályafutása
Tagja volt az 1952-es helsinki olimpián bronzérmet szerző csapatnak.

## Sikerei, díjai
- Olimpiai játékok
  - bronzérmes: 1952, Helsinki